# لين كامينغ
لين كامينغ (بالإنجليزية: Len Cumming)‏ هو لاعب كرة قدم أسترالية أسترالي، ولد في 24 أبريل 1949.

## وصلات خارجية
- لين كامينغ على موقع AustralianFootball.com (الإنجليزية)
- لين كامينغ على موقع AFLtables.com (الإنجليزية)